# Polevsko
Polevsko är en ort i Tjeckien. Den ligger i den norra delen av landet, 80 km norr om huvudstaden Prag. Polevsko ligger 520 meter över havet och antalet invånare är 343.
Terrängen runt Polevsko är kuperad åt nordväst, men åt sydost är den platt. Runt Polevsko är det tätbefolkat, med 459 invånare per kvadratkilometer. Närmaste större samhälle är Česká Lípa, 11,2 km söder om Polevsko. I omgivningarna runt Polevsko växer i huvudsak blandskog.